# Ma Ying-jeou

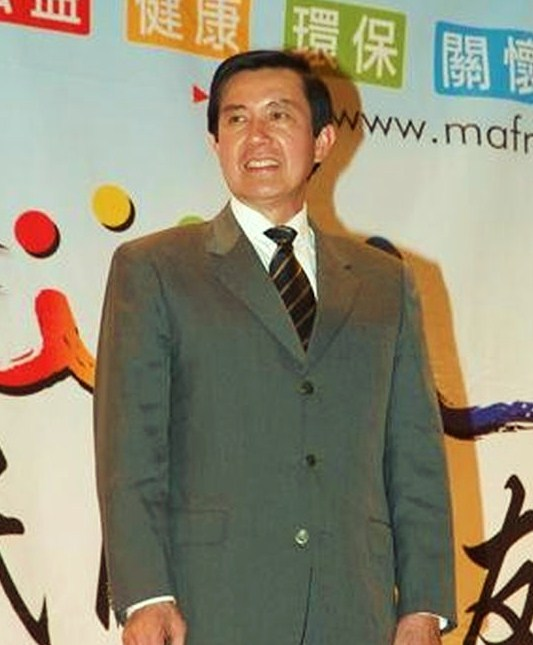
Ma Ying-jeou, preşedintele Republicii Chineze, cunoscută ca Taiwan

Ma Ying-jeou (în scrierea chineză tradițională: 馬英九; în scrierea chineză simplificată: 马英九; în pinyin: Mǎ Yīngjiǔ; n.13 iulie 1950 Hong Kong) este un om politic și jurist din Taiwan, fost președinte al Republicii Chineze cunoscută ca Taiwan. Este de asemenea președintele partidului Kuomintang (Gomindan), Partidul Naționalist Chinez, mai întâi între anii 2005-2007, și din nou din 2009. El a fost în trecut ministru al justiției (1993-1996) și primar al orașului Taipei între anii 1998-2006.
În anul 2007 a demisionat din funcția de președinte al partidului Kuomintang, din cauza urmăririi de către înalta Procuratură a Statului pentru deturnare de fonduri ale primăriei în timpul când s-a aflat în fruntea municipalității Taipei. Ulterior a fost găsit nevinovat în toate capetele de acuzare.
Ma Ying-jeou a câștigat alegerile prezidențiale cu 58.4 %& din totalul voturilor în anul 2008.
S-a instalat în funcția de președinte la 20 mai 2008 , iar la 17 octombrie 2009 a depus jurământul și ca președinte al Partidului Kuomintang.
În timpul cadenței sale prezidențiale, Ma a obținut o ameliorare a relațiilor cu Republica Populară Chineză, pe baza unui status quo fondat pe principiile "Fără unire, fără proclamarea independenței, fără folosirea forței". În timpul său R.P. Chineză și Taiwanul au semnat un acord de colaborare comercială.
Originar din Hong Kong, președintele Ma a crescut în copilărie în Taiwan, posedă titlul de master în drept al Facultății de drept al Universității New York și doctoratul în drept al Universității Harvard. El vorbește limbile chineză mandarină, chineză taiwaneză, hakka și engleză.
În 2012 a fost reales președinte.